# Mehdi El Glaoui
Pour les articles homonymes, voir Mehdi et El Glaoui.
Mehdi El Mezouari El Glaoui, plus connu sous son seul prénom Mehdi, est un acteur et réalisateur franco-marocain, né le 26 mai 1956 à Choisy-le-Roi. Connu pour ses rôles dans les séries télévisées Poly, Belle et Sébastien et Le jeune Fabre, il a également remporté en tant que réalisateur le César du meilleur court-métrage de fiction en 1985.

## Biographie
Mehdi El Glaoui est le fils de l'actrice, romancière et réalisatrice française Cécile Aubry (1928-2010) et 
de Si Brahim El Glaoui (1919-1971), fils du pacha de Marrakech Thami El Glaoui et de sa concubine turque Lalla Kamar Torkia, et demi-frère du peintre Hassan El Glaoui.
À l'âge de cinq ans, dans les années 1960, il connaît une notoriété considérable en jouant dans les séries télévisées familiales Poly, où son jeu naturel est salué, et Belle et Sébastien, qui confirme son statut d'enfant acteur puis, adolescent au début des années 1970, dans Le Jeune Fabre. Scénarisées et réalisées par l'écrivaine et ancienne actrice Cécile Aubry, sa mère, ces productions rencontrent un franc succès auprès du public, touchant durablement toute une génération.
À seize ans, après une enfance qu'il décrit comme marquée par une mère très présente et par un père lointain, lequel meurt lorsqu'il a dix-sept ans, il obtient son émancipation avec l'accord de sa mère. Il part dans le Cantal où il vit jusqu'à ses trente-cinq ans. Poursuivant une carrière d'acteur de cinéma, d'assistant réalisateur et réalisateur de fictions, de documentaires et de publicités, il réalise en 1984 Première Classe avec Francis Huster et André Dussolier et obtient en 1985 le César du meilleur court-métrage de fiction.
Également comédien de théâtre, il rencontre son épouse Virginie Stevenoot  avec laquelle il ouvre un théâtre à Biarritz en 2019,.
En 2006, il fait une apparition dans l'émission Pour le plaisir diffusée sur France 3. En 2013, dans le film Belle et Sébastien de Nicolas Vanier, il interprète le personnage d'André, un chasseur. Parallèlement, il publie ses mémoires à l'invitation des éditions Michel Lafon, évoquant ses souvenirs de la série originale, ses liens familiaux et sa trajectoire personnelle. Le livre est un succès de librairie.

## Filmographie

### Acteur

#### Cinéma
- 1974 : Un amour de pluie de Jean-Claude Brialy : Georges
- 1975 : Catherine et compagnie de Michel Boisrond : Thomas
- 1980 : Médecins de nuit (épisode Légitime défense) : un voyou
- 1997 : Le Cousin d'Alain Corneau : Jeannot
- 2004 : Un petit jeu sans conséquence : Un déménageur
- 2013 : Belle et Sébastien : André (un chasseur)

#### Télévision
- 1961 : Poly : Pascal (première saison uniquement)
- 1964 : Belle et Sébastien : Sébastien
- 1967 : Sébastien parmi les hommes : Sébastien
- 1970 : Sébastien et la Mary-Morgane : Sébastien
- 1973 : Le Jeune Fabre, de Cécile Aubry : Jérôme Fabre
- 1980 : Kick, Raoul, la Moto, les Jeunes et les Autres, série télévisée en six épisodes de Marc Simenon
- 1989 : La Famille Ramdam
- 1998-2000 : Cap des Pins sur France 2

### Réalisateur

#### Courts métrages
- 1984 : Première classe
- 1989 : Nuit bleue
- 2008 : Mao est mort

## Théâtre
- 2008 : Un point c'est tout !, écrit et mis en scène par Laurent Baffie, Théâtre du Palais-Royal

## Distinctions
- César du cinéma 1985 : meilleur court-métrage de fiction pour Première classe.

## Publication
- La Belle Histoire de Sébastien, éd. Michel Lafon, 2013.

### Vidéographie
- « Portrait du petit Mehdi El Glaoui » [vidéo], Au-delà de l'écran, sur INA, ORTF, 10 octobre 1965
- « Mehdi El Glaoui raconte ses débuts et parle de ses projets » [vidéo], Restez donc avec nous le samedi, sur INA, TF1, 7 mai 1977  — Il est interviewé par Michel Denisot et on le voit faire ses débuts à la télévision dans le premier épisode de la série Poly.
- « Mehdi El Glaoui évoque Belle et Sébastien », Vincent à l'heure, sur INA, France 3, 13 mars 1995  — Il est interviewé par Vincent Perrot.